# مغالطة
المغالطة هي استخدام الاستدلال والتفكير غير الصحيح أو الأفعال الخاطئة في التعليل وبناء الحجة. قد تكون حجة المغالطة خادعة من خلال الظهور بشكل أفضل مما هي عليه في الواقع. يتم طرح بعض المغالطات عن قصد للمناورة في النقاش أو لإقناع العامة بواسطة الخداع والتضليل، وأيضًا يتم طرح بعض المغالطات من قبل الآخرين بشكل غير مقصود بسبب الإهمال أو الجهل. تعتمد صحة الحجج القانونية على السياق الذي يتم فيه طرح الحجج.
تُصنَّف المغالطات عادة إلى مغالطات صورية ومغالطات غير صورية. يمكن التعبير عن المغالطة الصورية بدقة في نظام منطقي معياري، مثل مذهب المنطق الافتراضي، في حين تظهر المغالطة غير الصورية بسبب خطأ في الاستدلال والتفكير بخلاف الشكل المنطقي المناسب. قد تكون الحجج التي تحتوي على مغالطات غير صورية صالحة بالشكل الرسمي لكنها تبقى مُخادِعَة.
وتوجد حالة خاصة تسمى المغالطة الرياضية، وهي طرح برهان رياضي غير صحيح عمدًا، وغالبًا ما يكون ذلك بسبب خطأ واضح يتم إخفاءه بطريقة ما. عادة ما تتم صياغة المغالطات الرياضية وعرضها لأغراض تعليمية، وعادة ما تكون بشكل برهان رياضي خاطئ بسبب التناقضات الواضحة فيه.

## نظرة عامة
المغالطات هي عيوب تضعف الحجج. الحجج المضللة شائعة جدًا ويمكن أن تكون مقنعة في الاستخدام العام. قد تكون حتى (تأكيدات غير موثوقة غالبًا ما يتم طرحها بقناعة تجعلها تبدو وكأنها حقائق مثبتة). يتم استخدام المغالطات غير الصورية بشكل كبير ومتكرر في وسائل الإعلام مثل التلفزيون والصحف. من المهم أن نفهم ما هي المغالطات بحيث يمكن للمرء أن يتعرف عليها ويكتشفها سواء في حججه الخاصة أو في حجج الآخرين. إن تجنب المغالطات سيعزز قدرة الشخص على طرح حجج قوية.
قد يكون من الصعب كشف ما إذا كانت الحجة مضللة، حيث تتألف الحجة من مجموعة اقسام متتالية يجب ان تكون صحيحة، والحجة التي تحتوي على عدة مراحل أو أجزاء قد تحتوي على مراحل صحيحة ومراحل خاطئة.
الحجج المضللة عادة ما تكون ذات مظهر خادع بحيث تبدو صحيحة. قد يكون إدراك المغالطات في الحجج اليومية أمرًا صعبًا نظرًا لأن الحجج غالبًا ما تكون موجودة في أنماط خطابية تحجب الروابط المنطقية بين العبارات. قد تستغل المغالطات غير الصورية أيضًا نقاط الضعف العاطفية أو الفكرية أو النفسية للجمهور. إن إدراك المغالطات يمكن أن يطور مهارات التفكير المنطقي لفضح الروابط الضعيفة بين المقدمات والاستنتاجات ويزيد من القدرة على التمييز بين ما يبدو أنه صحيح وما هو صحيح فعلًا.
تطرح نظرية النقاش منهجًا مختلفًا لفهم وتصنيف المغالطات. تعتبر الحجة في هذا النهج بمثابة بروتوكول للتواصل بين الأفراد الذين يحاولون حل خلافاتهم. يتم تنظيم هذا البروتوكول من خلال قواعد تواصل معينة، لذا فإن انتهاكات هذه القواعد هي مغالطات.
```
يتم استخدام المغالطات بدلًا من المنطق الصحيح لطرح فكرة معينة وإقناع الطرف الآخر بها. تشمل المغالطات في وسائل الإعلام اليوم على سبيل المثال لا الحصر: الدعاية الموجهة (
البروباغندا
) والإعلان والسياسة وافتتاحات الصحف والعروض الإخبارية المعتمدة على آراء 
المجتمع
.
[
8
]
```

## منهجيات التصنيف
بسبب تنوع طرق بناء المغالطات وتطبيقها فإن تصنيف جميع انواعها يعتبر تحديًا كبيرًا. يمكن تصنيف المغالطات بشكل دقيق إما من حيث طريقة تشكيلها أو محتواها، مثل تصنيفها على أنها مغالطات صورية أو مغالطات غير صورية. قد ينقسم تصنيف المغالطات غير الصورية إلى فئات مثل المغالطات اللغوية. يمكن تصنيف المغالطات بطريقة أخرى من خلال العملية التي تتم بها مثل: مغالطات مادية، ومغالطات لفظية (لغوية)، وايضًا مغالطات صورية (خطأ في الاستدلال). يمكن وضع المغالطات المادية ضمن فئة أكثر شمولية من المغالطات غير الصورية. وبالإضافة إلى ذلك يمكن وضع المغالطات اللفظية في الفئات الرسمية أو غير الرسمية، يتم تعريف المواربة بأنها كلمة أو عبارة مبهمة تستند إلى الغموض مثل (إنه مجنون) والتي قد تشير إمّا إلى كونه غاضبًا جدًا أو مريضًا عقليًا، أما مغالطة التركيب فهي فرضية واستدلال يستند على الغموض مثل: (يجب أن يكون فريق كرة السلة هذا جيدًا لأن كل لاعب فيه هو لاعب رائع).

### أرسطو
كان أرسطو أول من قام بترتيب الأخطاء المنطقية بشكل منهجي في قائمة، حيث أن القدرة على دحض حجة الخصم هي إحدى الطرق للفوز بالنقاش. حدد ارسطو في كتاب بعنوان (تفنيد السفسطائية) ثلاثة عشر مغالطة. قسمها إلى نوعين رئيسيين هما المغالطات اللغوية والمغالطات غير اللغوية، بعضها يعتمد على اللغة والأخرى لا يعتمد على اللغة وتسمى مغالطات لفظية ومغالطات مادية على التوالي. المغالطة المادية هي خطأ مادي فيما يتحدث عنه الشخص في حين أن المغالطة اللفظية هي خطأ في كيفية طرح النقاش.
المغالطات اللفظية هي التي يتم بموجبها حسم النقاش باستخدام كلمات غير لائقة أو غامضة. مثال على المغالطة التي تعتمد على اللغة نقاش حول من هو التلميذ: الشخص المتعلم أم الجاهل.
مثال على مغالطة لغة مستقلة:
1. كوريسكوس هو شخص آخر مختلف عن سقراط.
2. سقراط رجل.
3. لذلك كوريسكوس ليس رجلًا.[13]

### مجموعات هويتلي
يعرّف ريتشارد هويتلي المغالطة بشكل عام بأنها «أي حجة ظاهرية تدعي أنها تحسم نقاشًا ما في حين أنها في الواقع ليست كذلك».
قسّمَ هويتلي المغالطات إلى مجموعتين: منطقية ومادية. وبحسب هويتلي فإن المغالطات المنطقية هي النقاشات التي لا يتعلق فيها الاستنتاج بالمقدمة. المغالطات المادية ليست أخطاء منطقية لأن الاستنتاج فيها يتعلق بالمقدمة. ثم قسم المجموعة المنطقية إلى مجموعتين: منطقية بحتة وشبه منطقية. تشمل المجموعة شبه المنطقية جميع مغالطات أرسطو باستثناء: مغالطة تجاهل المطلوب، مغالطة المصادرة على المطلوب، ومغالطة السبب المشكوك به وهم في قسم المغالطات المادية.

## المغالطة الصورية
المغالطة الصورية والمغالطة الاستنتاجية والمغالطة المنطقية (مغالطة عدم التتابع) هي خلل في بنية الحجة الاستنتاجية تجعل الجدل غير صحيح. يمكن التعبير بدقة عن العيوب في النظام القياسي للمنطق. هذه الحجج السابقة تعتبر دائمًا خاطئة. إن وجود المغالطة الصورية لا يؤثر أي تأثير على مبادئ النقاش أو نتيجته. وقد يكون كلاهما صحيحًا أو ربما يكون احتمال صحّة النتيجة أكبر بوجود الحجة. لكن الحجة الاستنتاجية لا تزال غير صالحة لأن الاستنتاج لا يتبع المبادئ بالطريقة المطروحة.
إن الشكل المنطقي هو مثل أن A وB فكرتان مستقلتان لا تربطهما أي افتراضات جدية مسبقة. يمكن للشكل المنطقي وحده أن يضمن أن المبادئ الحقيقية يجب أن يتبعها استنتاج حقيقي. وبكل الأحوال فإن المنطق الرسمي لا يقدم أي ضمانات في حال كون أي فرضية خاطئة وحينها يمكن أن يكون الاستنتاج صحيحًا أو خاطئًا. إن أي خطأ رسمي أو مغالطة منطقية يمكن أن تلغي ضمانات الطريق الاستنتاجي. يجب أن يكون كل من الحجة وجميع المبادئ صحيحة حتى تكون النتائج صحيحة.
مصطلح المغالطة المنطقية متناقض في حد ذاته، لأن المنطق يشير إلى التفكير الصحيح، في حين أن المغالطة هي استخدام التفكير الضعيف. لذلك يفضل استخدام مصطلح المغالطة الصورية. ومع ذلك يُستخدم مصطلح المغالطة المنطقية في الخطاب غير الرسمي ليدل على حجة تثير الإشكال لأي سبب من الأسباب.

### أمثلة شائعة

#### المغالطة البيئية
تحدث المغالطة البيئية عندما يستنتج المرء استنتاجًا من مجموعة بيانات استنادًا إلى فرضية أن الصفات التي يتم ملاحظتها في المجموعات الكبيرة تكون بالضرورة موجودة لدى الأفراد، على سبيل المثال: (إذا كانت البلدان التي تحوي اغلبية سكانية من البروتستانت تملك معدلات انتحار أعلى فإن البروتستانت يجب أن يكونوا أكثر عرضة للانتحار).

### فروع المغالطة
قال مارتن بوديري أن المغالطات الاستنتاجية والرسمية نادرًا ما تحدث في الحياة الحقيقية وأن الحجج التي قد تكون مضللة بحسب الشروط الاستنتاجية الرسمية ليست بالضرورة كذلك عندما يؤخذ سياق الطرح والاحتمالات الأولية بعين الاعتبار ومما يجعل الجدل قابلًا للاستقراء وإعادة التدقيق.

## المغالطة غير الصورية
على عكس المغالطة الصورية فإن المغالطة غير الصورية تنشأ جراء خطأ في التفكير وليس بسبب أخطاء في الشكل المنطقي للنقاش. قد تكون الحجة الاستنتاجية التي تحتوي على مغالطة غير صورية صحيحة بالشكل الرسمي، ولكنها لا تزال غير مقنعة بشكل منطقي عقلاني. ومع ذلك تنطبق المغالطات غير الصورية على كل من الحجج الاستنتاجية وغير الاستنتاجية.
على الرغم من أن شكل الحجة قد يكون ذا صلة إلا أن المغالطات من هذا النوع هي (أنواع الأخطاء في التفكير المنطقي التي تنشأ بسبب سوء التعامل مع محتوى المقترحات التي تشكل الحجة).

### مغالطة التعميم
هي فئة فرعية خاصة من المغالطات غير الصورية وتشمل مجموعة من التعميمات الخاطئة وتعرف أيضًا باسم مغالطات استقرائية. تتعلق القضية الأكثر أهمية هنا بقوة الاستقراء أو المنهجية (على سبيل المثال الاستدلال الإحصائي). في حالة عدم وجود أدلة كافية فإن استخلاص النتائج على أساس الاستقراء هو خطأ لا مبرر له. ولكن بدعم من الأدلة التجريبية قد تصبح الاستنتاجات مبررّة ومقنعة (عند هذه المرحلة لم تعد الحجج تعتبر مغالطات).

### مغالطة التعميم المتسرع
يقوم التعميم المتسرع بافتراضات حول مجموعة كاملة أو سلسلة من الحالات بناءً على عينة غير كافية (عادة غير كافية لأنها غير قياسية أو صغيرة جدًا). الصور النمطية عن الناس مثل (شباب الحانات مدمنون على الخمر، طلاب الدراسات العليا يدرسون كثيرًا، النساء لا يستمتعن بممارسة الرياضة) هي أمثلة شائعة عن هذه المغالطة.
غالبًا ما يتبع التعميم المتسرع نمطًا مثل:
بما ان X تنطبق على A وعلى B. فإن X تنطبق على C وعلى D أيضًا.

### مغالطة الصلة بالموضوع
إن مغالطة الصلة بالموضوع هي فئة واسعة من المغالطات غير الصورية، تحدث بشكل عام عند الابتعاد عن جوهر النقاش: مثل تقديم حجة والتي قد تكون سليمة لكنها فشلت في معالجة القضية المعنية.

## مغالطة القياس
قد يتم ارتكاب بعض المغالطات الموضحة أعلاه في سياق القياس. عندما تكون المغالطات الرياضية عبارة أخطاء خفية في تسلسل الاستدلال وتؤدي إلى برهان رياضي غير صحيح فإن المغالطات في القياس هي عبارة عن قفزات استدلالية لا مبرر لها في عملية استقراء البيانات الأولية.

### مغالطة قياس قيمة المعرفة
تؤدي زيادة توافر البيانات الضخمة وتداولها إلى زيادة انتشار مقاييس جديدة للقوة العلمية، وهناك نقاش دائم بشأن الفائدة النسبية لمثل هذه المقاييس التي تقيس قيمة الإنتاج المعرفي في سياق ما يسمى تسونامي المعلومات.
يمكن أن تحدث مغالطات الارتساء (الانحياز المعرفي) على سبيل المثال عندما يتم إعطاء قيمة مبالغ بها للبيانات التي تطرحها المقاييس التي يعترف أطراف النقاش بأنها خاطئة.

## المغالطات المقصودة
أحيانًا يستخدم المتحدث أو الكاتب مغالطة عن قصد ويحدث ذلك ضمن أي سياق بما في ذلك النقاش الأكاديمي أو المحادثة بين الأصدقاء أو الخطاب السياسي أو الإعلان أو للأغراض الكوميدية بحيث يستخدم المتحدث استنتاجًا مضللًا لمحاولة إقناع المستمع أو القارئ بأن الاستنتاج صحيح عن طريق وسائل أخرى غير تقديم الأدلة ذات الصلة.
بعض الأمثلة على ذلك:
1. تحويل النقاش إلى قضايا بعيدة عن الجوهر عن طريق مغالطة (الرنجة الحمراء).
2. إهانة شخصية لانسان ما.
3. افتراض نتائج النقاش مسبقًا وهو نوع من الاستدلال الدائري يدعى أيضًا (البدء من السؤال).
4. وجود قفزات في الاستدلال المنطقي.
5. تحديد سبب وتأثير وهمي.
6. التأكيد على أن الجميع يوافقون على أحد المواضيع بشكل مسبق.
7. خلق معضلة وهمية (مغالطة) يتم فيها تبسيط الموضوع بشكل كبير.
8. استخدام الحقائق بشكل انتقائي.
9. إجراء مقارنات كاذبة أو مضللة (مثل التكافؤ الخاطئ والتشبيه الخاطئ)
10. التعميم السريع غير المدروس (مغالطة التعميم المتسرع).

تُستخدم أخطاء المنطق أحيانًا لأغراض كوميدية. على سبيل المثال استخدَم غروتشو ماركس مغالطة اشتراك التركيب لإلقاء تصريحات ساخرة. استخدم كل من غاري لارسون وسكوت آدامز استدلالًا خادعًا في العديد من الرسوم الكاريكاتورية. كتب ويس بويرر وصموئيل ستودارد مقالاً فكاهيًا يعلّم الطلاب كيف يكونون مقنعين من خلال مجموعة كاملة من المغالطات الصورية وغير الصورية.

## وصلات خارجية
- "منطق غير صوري" - موسوعة ستانفورد للفلسفة (بالإنجليزية)